# Liste der Baltrumer Fährschiffe
Die Liste der Baltrumer Fährschiffe enthält Fährschiffe der Reederei Baltrum-Linie, die im Linienverkehr zur Nordseeinsel Baltrum im Einsatz waren oder im Einsatz sind.
| Bild                          | Name        | Schiffsnummer | Baujahr | Passagiere | Dienstzeit | Verbleib                                                      |
| ----------------------------- | ----------- | ------------- | ------- | ---------- | ---------- | ------------------------------------------------------------- |
| Baltrum I (1915) im Jahr 1936 | Baltrum I   |               | 1915    |            | 1927–1976  | - 1977–1981 als Friesland II in Fahrt - 1982 abgebrochen      |
|                               | Baltrum I   | IMO 7600562   | 1977    | 993        | seit 1977  |                                                               |
|                               | Baltrum II  | IMO 8745931   | 1935    | 120        | 1935–1958  | siehe Jens Albrecht III                                       |
|                               | Baltrum II  | IMO 8136075   | 1966    | 25         | seit 1966  |                                                               |
|                               | Baltrum III | IMO 8136049   | 1958    | 120        | 1958–1970  | 1971 Idefjord, 1986 Ådalen, 1987 Ådalen III, so 2021 in Fahrt |
|                               | Baltrum III | IMO 8158973   | 1971    | 375        | seit 1971  |                                                               |
|                               | Baltrum IV  | IMO 8137237   | 1969    | 363        | 1969–1982  | als Frisia XI in Fahrt                                        |
|                               | Baltrum IV  |               | 1982    | 25         | seit 1982  |                                                               |